# 革命之雨
〈革命之雨〉（英語："Rain of Revolution"）是立陶宛樂隊融合馬克所演唱的歌曲，由樂隊成員丹尼斯·祖耶夫（Denis Zujev）、維多利亞·伊萬諾夫斯卡婭（Viktoria Ivanovskaja）和米哈伊爾·萊文（Michail Levin）共同創作，於2017年3月29日以線上下載形式透過環球音樂發行。歌曲代表立陶宛參與在烏克蘭基輔舉辦的2017年欧洲歌唱大赛，但止步於半決賽，無緣進入決賽。

## 製作與發行
〈革命之雨〉是一首時長3分5秒的電子流行，以
拍的升C大調創作，每分鐘101拍。樂隊成員丹尼斯·祖耶夫（Denis Zujev）、維多利亞·伊萬諾夫斯卡婭（Viktoria Ivanovskaja）作詞，祖耶夫、伊萬諾夫斯卡婭和米哈伊爾·萊文（Michail Levin）共同作曲，組合形容這是首「新穎、復興和愛」的歌曲。〈革命之雨〉於2017年3月29日以線上下載形式透過環球音樂發行。

## 歐洲歌唱大賽

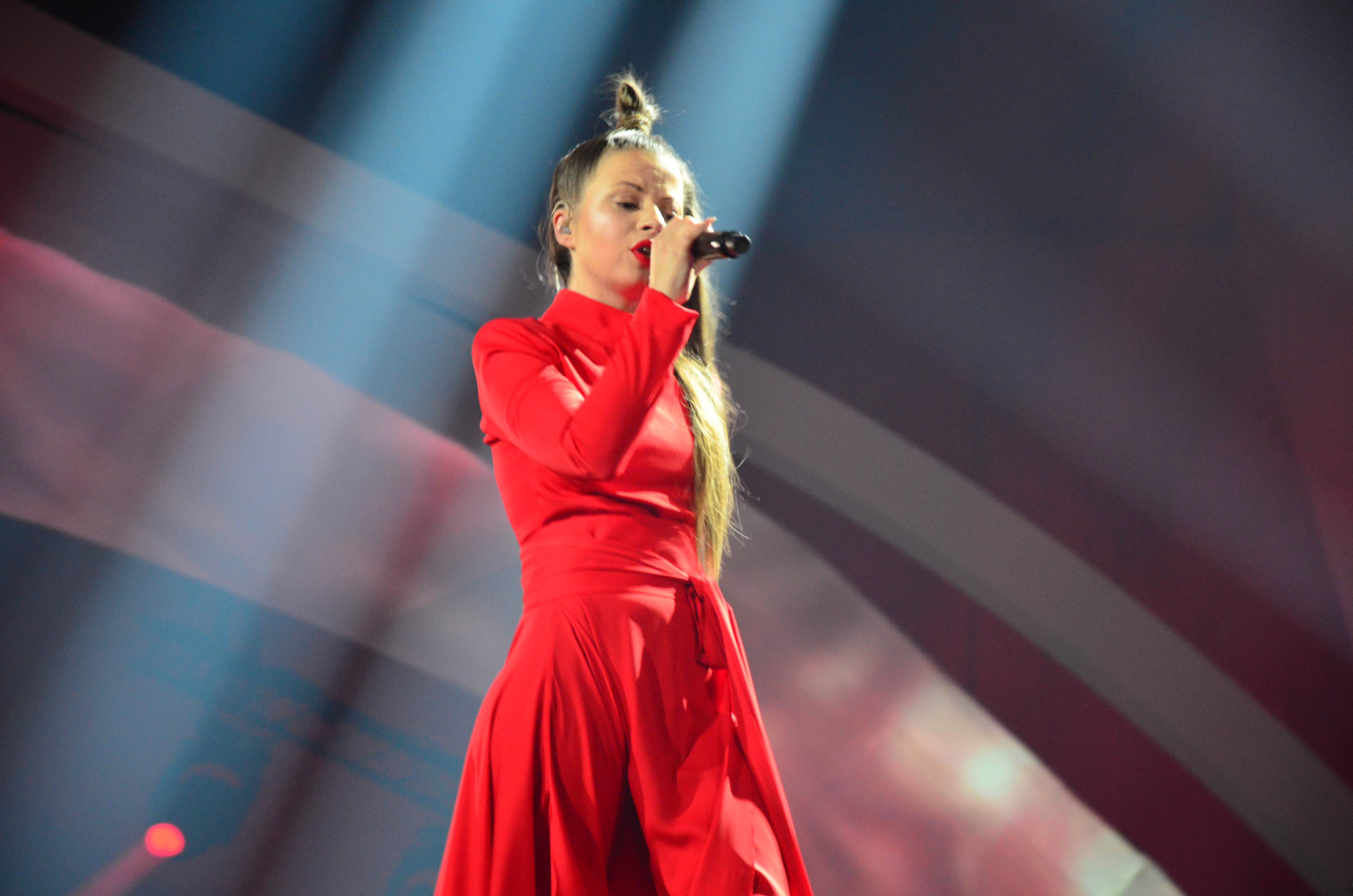
融合馬克在2017年歐洲歌唱大賽

2016年12月28日，融合馬克確定參了2017年歐洲歌唱大賽立陶宛全國選拔賽（„Eurovizijos“ dainų konkurso nacionalinė atranka）。融合馬克首先參加了2017年1月21日舉辦的第三場熱身賽，獲得第四名並晉級下一輪。融合馬克在同年2月4日的第五場熱身賽中獲得第三名，然後在同月25日的第八場熱身賽取得勝利。融合馬克在3月4日的准決賽亦取得勝利，並晉級同月11日舉行的決賽。在決賽中，融合馬克同時在評審團票與電視觀眾票中取勝，從而成為全國選拔賽優勝者，並得以代表立陶宛參加2017年歐洲歌唱大賽。
本屆欧洲歌唱大赛於烏克蘭基輔國際展覽中心舉行，〈革命之雨〉經過「半決賽分配抽籤」被安排在5月11日舉行的第二場半決賽（Semi-final 2）。舞台上，伊萬諾夫斯卡婭身穿一襲和國內選拔相同的紅色長裙演出。融合馬克以42分位居第二場半決賽倒數第2，無緣進入決賽。

## 專業評價
《20分鐘報》的法比恩·龍丹（Fabien Randanne）表示組合用短短3分鐘向大家展示他們的新發明「音樂自動駕駛」，〈革命之雨〉現代卻繁雜，除了「Yeah Yeah Yeah...」的副歌外就沒別的特色。Wiwibloggs的內部評審團給予歌曲3.31/10分，是全部43首參賽歌曲中得分最少的歌曲。評論也認同歌曲給人的感覺雜亂，認為大吼大叫的歌聲和便宜廉價的製作不僅沒有革命感，還非常過時。

## 曲目列表
| 線上下載 | 線上下載 | 線上下載 |
| 曲序     | 曲目     | 时长     |
| -------- | -------- | -------- |
| 1.       | 革命之雨 | 3:05     |